# Kirchenruine St. Cäcilia

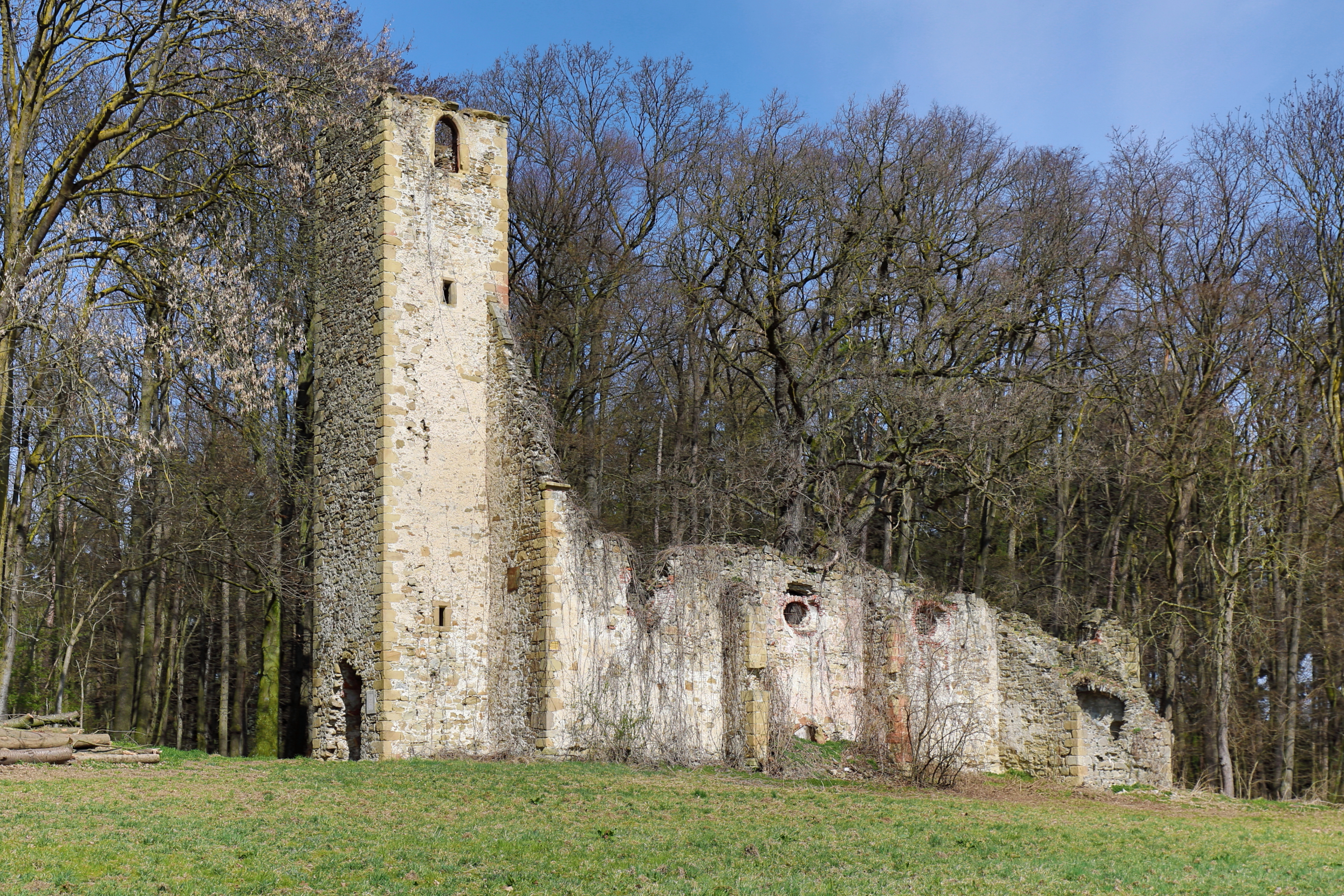
Kirchenruine St. Cäcilia

Die Kirchenruine St. Cäcilia befindet sich zwischen den Orten Böheimkirchen und Pyhra im Ortsteil Perersdorf, in nur wenigen hundert Metern Entfernung zur Trasse der Westautobahn. Die heute noch erhaltenen Ruinen stammen von einem Kirchenbau aus dem 14. Jahrhundert. Die Kirchenruine steht unter Denkmalschutz (Listeneintrag).

## Geschichte
Die erste Erwähnung der Kirche geht auf das Jahr 1280 zurück. Historischen Dokumenten zufolge soll der Bau aber bereits in den Jahren 1250 bis 1260 erfolgt sein.
Erhalten sind auch Aufzeichnungen eines Nikolaus, Pfarrer von Pyhra, welcher am St. Pöltnertag des Jahres 1388 mit Zustimmung des Abtes Wolfgang von Göttweig für sich und seine Amtsnachfolger die Verpflichtung übernahm, jeden Samstag eine hl. Messe in der Kirche zu „St . Cecilgen, welche beim Gretzhof liegt“ zu Ehren der hl. Cäcilia zu lesen.
1440 kamen die Herren von Wald zum ersten Mal mit St. Cäcilia in Berührung.
Im Jahre 1530 musste das Stift Göttweig einige Güter veräußern, um die vom Landesfürsten geforderten Kriegsbeiträge leisten zu können. Die Besitzungen um Pyhra wurden an den Ritter Wilhelm Greiss zu Wald verkauft (Sein Grabstein befindet sich heute in der Kirche von Pyhra). Damit wurden die „Greisse zu Wald“ Patronatsherren der Kirchen.
1683 wüteten die Türken in der Gegend um Phyra. Die Cäcilia Kirche und den Meierhof der Herrschaft Wald, legten sie in Schutt und Asche. Bereits im Jahr darauf wurde die Kirche teilweise wieder aufgebaut. Im 18. Jahrhundert erfolgte die Barockisierung.
Im Jahre 1805 schließlich, zur Zeit der napoleonischen Kriege, wurde die Kirche abermals von französischen Truppen geplündert und zerstört.

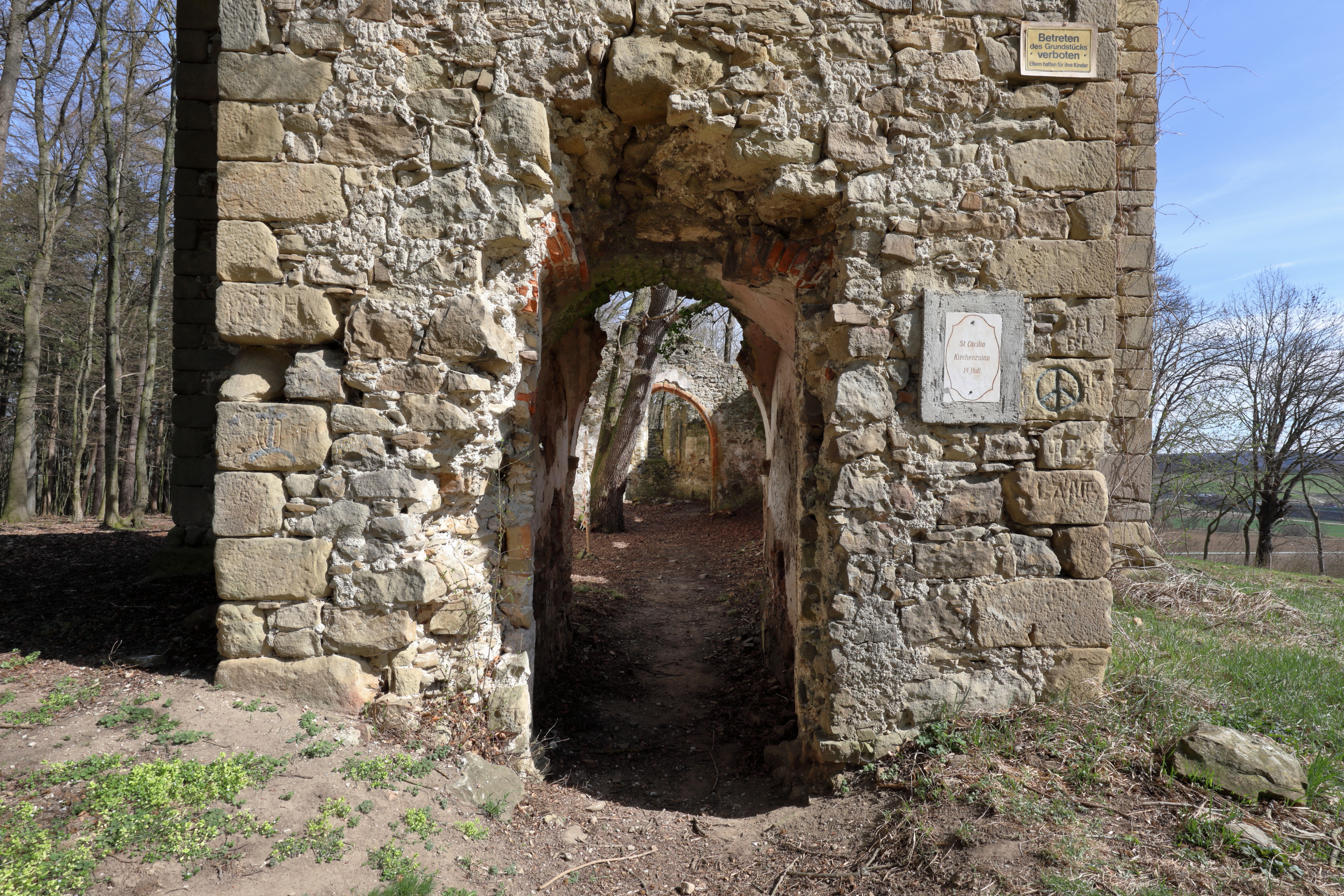
Blick ins Kircheninnere

In mündlichen Überlieferungen gibt es aber auch eine andere Version, nämlich, dass die Filialkirche zu St. Cäcilia von Kaiser Josef II. als überflüssig aufgehoben wurde, und auf Grund nun fehlender Mittel zur Erhaltung, dem Verfall geweiht war.

## Beschreibung
Das ehemalige Kirchenschiff weist eine Länge von 27 Metern auf, das Presbyterium ist 6 Meter und das Schiff 8 Meter breit. Der 30 Meter hohe Turm sowie südseitig eine kleine gewölbte Sakristei sind ebenfalls erhalten. Rund um die Kirche lag einst auch der Friedhof. Heute noch sind Spuren der alten Gräber dort erkennbar.